# Короневские (Узденский район)
Короневские (бел. Каране́ўскія) — деревня в Узденском районе Минской области Беларуси. Входит в Дещенский сельсовет.

## География
Ближайшие населённые пункты Теплень, Проходы, Зелень и др.

## История
До 30 октября 2009 года деревня входила в состав Тепленского сельсовета.

## Население

### Численность
- 2019 год — 6 жителей

### Динамика
- 2009 год — 4 жителя (перепись населения)[3]
- 2019 год — 6 жителей (перепись населения)